# Mezi
Mezi (tudi Moesi, grško Μοισοί) so bili verjetno tračansko pleme, ki je živelo v vzhodnih predelih poznejše rimske province Moesia Superior, danes ozemlje Srbije i Moesia Inferior severna Bolgarija.
Mezi so živeli severno od Dardancev, zahodno od Cibrice in južno od Donave. Kaže da so imeli prazgodovinski Mezi trgovske stike z rudarskimi in poljedelskimi izdelki predvsem s črnomorskimi grškimi naselji, da so bili v stalnih bojih s prodirajočimi Skiti, dokler slednjih niso ugnali Makedonci, in da se v bojih proti keltskim Skordiskom, ki so se polakomnili njihovih rudnikov, sprva podlegli - s Skordiski so Rimljani, po zmagi nad Makedonijo leta 168 pr. n. št., prihajali v stalne konflikte - pozneje pa so si ponovno opomogli. Pestra politična dogajanja v zadnjih desetletjih 1. stoletja pr. n. št so privedla do priključitve Mezov leta 29. pr. n. št. v rimsko provinco 
Makedonijo in pozneje do nastanka samostojne province Mezija.